# 馬佐夫舍地區托馬舒夫縣
51°31′N 20°1′E / 51.517°N 20.017°E

馬佐夫舍地區托馬舒夫縣（波蘭語：Powiat tomaszowski），是波蘭的縣份，位於該國中部，由羅茲省負責管轄，首府設於馬佐夫舍地區托馬舒夫，面積1,026平方公里，2006年人口120,973，人口密度每平方公里120人。